# Emil Salomonsson
Emil Salomonsson (ur. 28 kwietnia 1989 w Örkelljundze) – szwedzki piłkarz występujący na pozycji obrońcy. Zawodnik klubu IFK Göteborg.

## Kariera klubowa
Salomonsson treningi rozpoczął w zespole Ekets GoIF. W 2004 roku przeszedł do juniorów zespołu Ängelholms FF. W 2008 roku został graczem pierwszoligowego klubu Halmstads BK. Sezon 2008 spędził na wypożyczeniu w pierwszej drużynie Ängelholms FF, grającej w drugiej lidze. Sezon 2008 rozpoczął już w Halmstadzie. W Allsvenskan zadebiutował 5 kwietnia 2009 roku w przegranym 0:1 pojedynku z AIK Fotboll. 28 marca 2010 roku w wygranym 4:0 meczu z Åtvidabergs FF strzelił pierwszego gola w Allsvenskan. W barwach Halmstadu rozegrał 81 spotkań i zdobył 5 bramek.
W trakcie sezonu 2011 Salomonsson odszedł do IFK Göteborg, także grającego w Allsvenskan. Pierwszy raz wystąpił tam 11 września 2011 roku w zremisowanym 0:0 meczu z Malmö FF.

## Kariera reprezentacyjna
W reprezentacji Szwecji Salomonsson zadebiutował 18 stycznia 2012 roku w wygranym 2:0 towarzyskim meczu z Bahrajnem.